# Foresta nebulosa

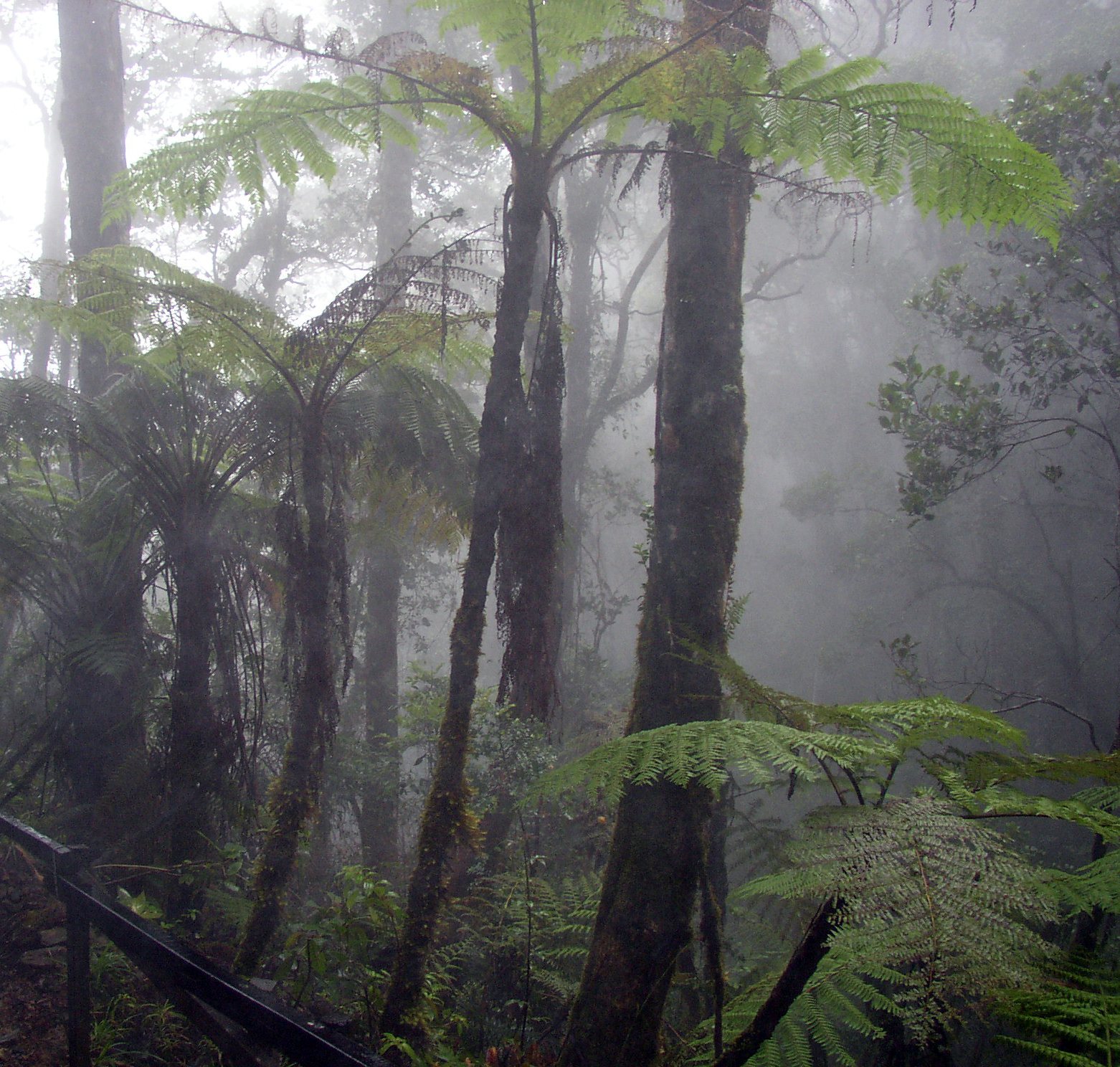
Cyatheales in una foresta nebulosa sul Monte Kinabalu, nel Borneo

Una foresta nebulosa è una foresta umida sempreverde tropicale o subtropicale, caratterizzata dall'essere coperta, in modo persistente, frequente o stagionale, da una cortina di nuvole a bassa quota, in genere a livello della chioma arborea. Le foreste nebulose sono spesso caratterizzate da un'abbondanza di briofite che ricoprono terreno e vegetazione; questo avviene specialmente nelle selle delle montagne, dove l'umidità depositata dalle nuvole è conservata più efficacemente.
La definizione di foresta nebulosa è ambigua: molti paesi non adottano questo termine, preferendo denominare questi ambienti come foresta afromontana, foresta pluviale montana superiore o usando termini più specifici come yungas in Bolivia e laurisilva nelle isole atlantiche. Occasionalmente, invece, si considerano foreste nebulose anche foreste subtropicali e addirittura temperate.

## Caratteristiche

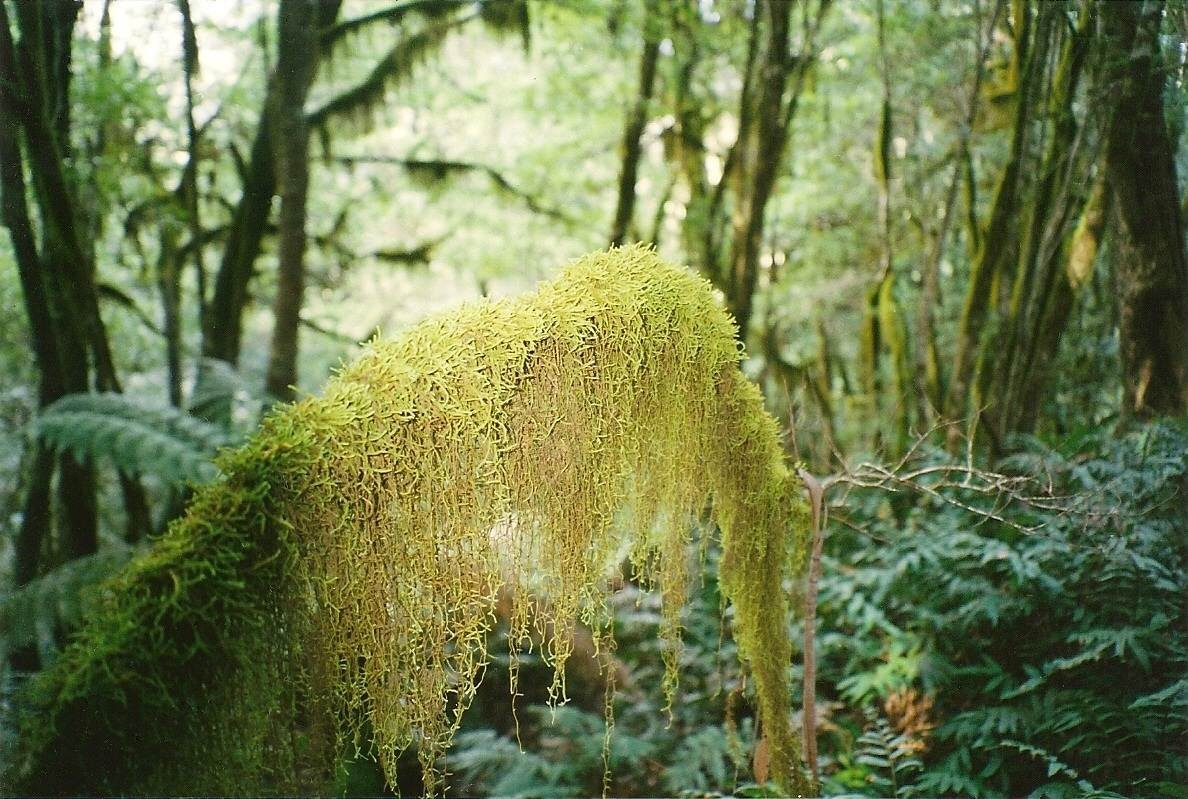
Briofita pendente in una foresta pluviale temperata nel Budawang National Park, in Australia

A confronto con le foreste umide tropicali presenti a quote più basse, le foreste nebulose hanno alberi di altezza minore, combinata con una maggiore densità del fusto, spesso con tronchi e rami annodati a formare corone dense e compatte. Le foglie divengono più piccole, spesse e dure all'aumentare della quota. Queste foreste mostrano in generale una minore varietà di piante lignee, ma l'elevata umidità promuove lo sviluppo di una grande biomassa e biodiversità di piante epifite, in particolare briofite, licheni, pteridofite (incluse hymenophyllaceae), bromeliaceae e orchidee. Il numero di piante endemiche può essere molto elevato.
Un'importante caratteristica delle foreste nebulose è che le chiome degli alberi possono intercettare l'umidità delle nubi, parte della quale gocciola quindi al suolo. Quest'acqua estratta dalle nuvole è detta precipitazione orizzontale o occulta (poiché non è registrata nelle normali statistiche sulla piovosità), e può essere un contributo importante al ciclo dell'acqua. A causa dell'alto contenuto d'acqua del suolo, dell'irradazione solare ridotta e dei bassi tassi di decomposizione e mineralizzazione, l'acidità del suolo è molto alta, con più humus e torba a formare lo strato superiore del suolo.
Stadtmüller (1987) distingue due tipi di foreste nebulose montane tropicali: il primo cresce in aree con alte precipitazioni annuali, dovute a una frequente copertura nuvolosa combinata con piovosità orografica notevole e a volte persistente. Questo tipo ha un rilevante strato di chioma arborea, un alto numero di piante epifite e uno spesso strato di torba, che ha un'alta capacità di trattenere acqua e controlla il deflusso. L'altra tipologia di foreste si sviluppa invece in aree più asciutte, con precipitazioni prevalentemente stagionali. In questo caso, l'estrazione di umidità dalle nuvole può costituire una grande parte delle precipitazioni annuali.

## Distribuzione e clima

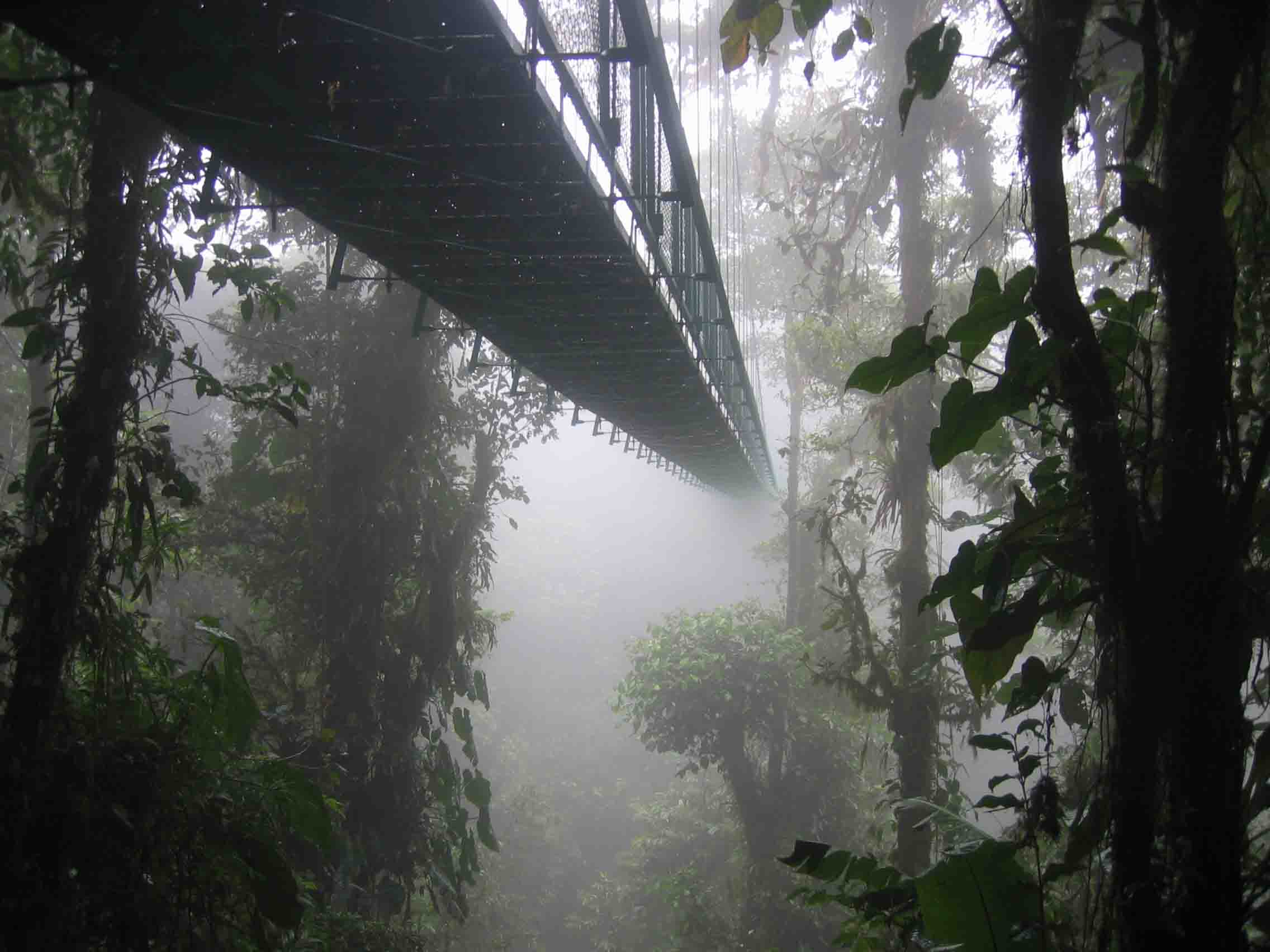
Uno dei ponti sospesi della Sky walk di Santa Elena (Costa Rica) scompare fra le nubi

Le foreste nebulose costituiscono l'1% circa delle superfici boschive globali. A seconda del clima locale, influenzato da fattori come la distanza dal mare, l'esposizione e la latitudine (da 23°N a 25°S), esse crescono a quote variabili fra i 500 e i 4000 m sul livello del mare. La fascia di altitudini favorevoli allo sviluppo di questo habitat è tipicamente piuttosto ridotta ed è caratterizzata dalla presenza di nebbia o nuvole persistenti a livello della vegetazione, che provocano la riduzione dell'esposizione diretta alla luce solare e quindi dell'evapotraspirazione. Nelle foreste nebulose, gran parte delle precipitazioni avviene in forma di goccioline di nebbia, che cadono al suolo dopo essersi condensate sulle foglie degli alberi. La piovosità media varia fra i 500 e i 10.000 mm all'anno e la temperatura media si attesta fra 8 e 25 °C.
Le zone di maggiore presenza di foresta nebulosa si trovano in America centrale e meridionale, Africa centrale e orientale, Indonesia, Malesia, Filippine, Papua-Nuova Guinea e nei Caraibi.

## Importanza

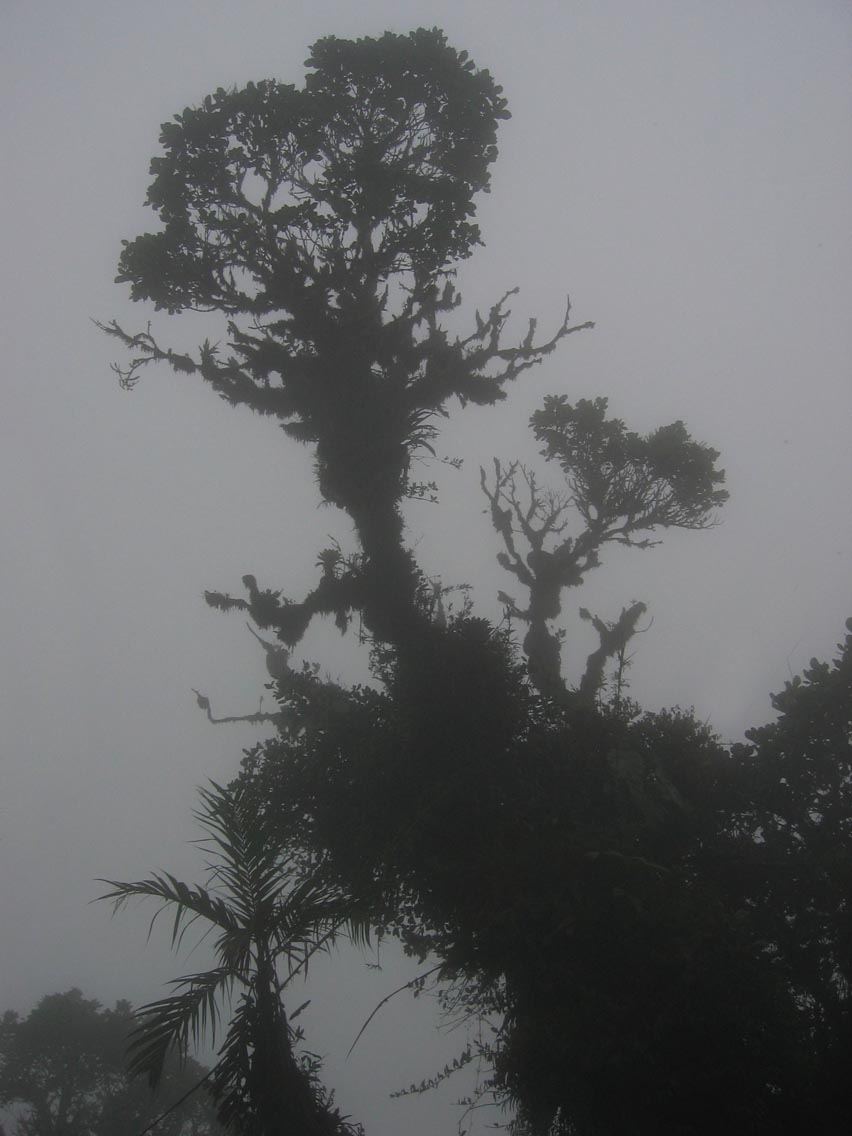
Una zona sul margine del lato panamense del Parco Internazionale La Amistad

Le foreste nebulose offrono diversi benefici all'ecosistema. Hanno innanzitutto una funzione spartiacque: grazie alla loro capacità di estrarre l'acqua dalle nubi, esse possono raddoppiare le precipitazioni effettive nelle stagioni secche, e aumentarle di circa il 10% in quelle umide. Gli esperimenti di Costin e Wimbush (1961) mostrano che le chiome arboree delle foreste non nebulose intercettano e fanno evaporare il 20% in più di precipitazioni rispetto a quelle nebulose, a scapito della componente terrestre del ciclo idrologico.
Oltre a questo, le foreste nebulose sono un importante habitat per varie specie di flora e fauna. Anche se non possiedono la varietà di piante tipica delle foreste situate a quote più basse, le foreste nebulose montane tropicali ospitano esemplari unici di questo habitat. Ad esempio, il Cerro de la Neblina, una montagna coperta di nubi situata nel Venezuela meridionale, possiede molte orchidee e piante carnivore che vivono esclusivamente in quel luogo. Anche l'endemismo di specie animali è molto alto. In Perù, più di un terzo dei 270 fra uccelli, rane e mammiferi endemici si trova nelle foreste nebulose. Fra questi, uno dei più noti è il gorilla di montagna (Gorilla b. beringei). Molti di questi animali endemici ricoprono anche importanti funzioni in questo ecosistema, come la dispersione dei semi.

## Foreste nebulose temperate

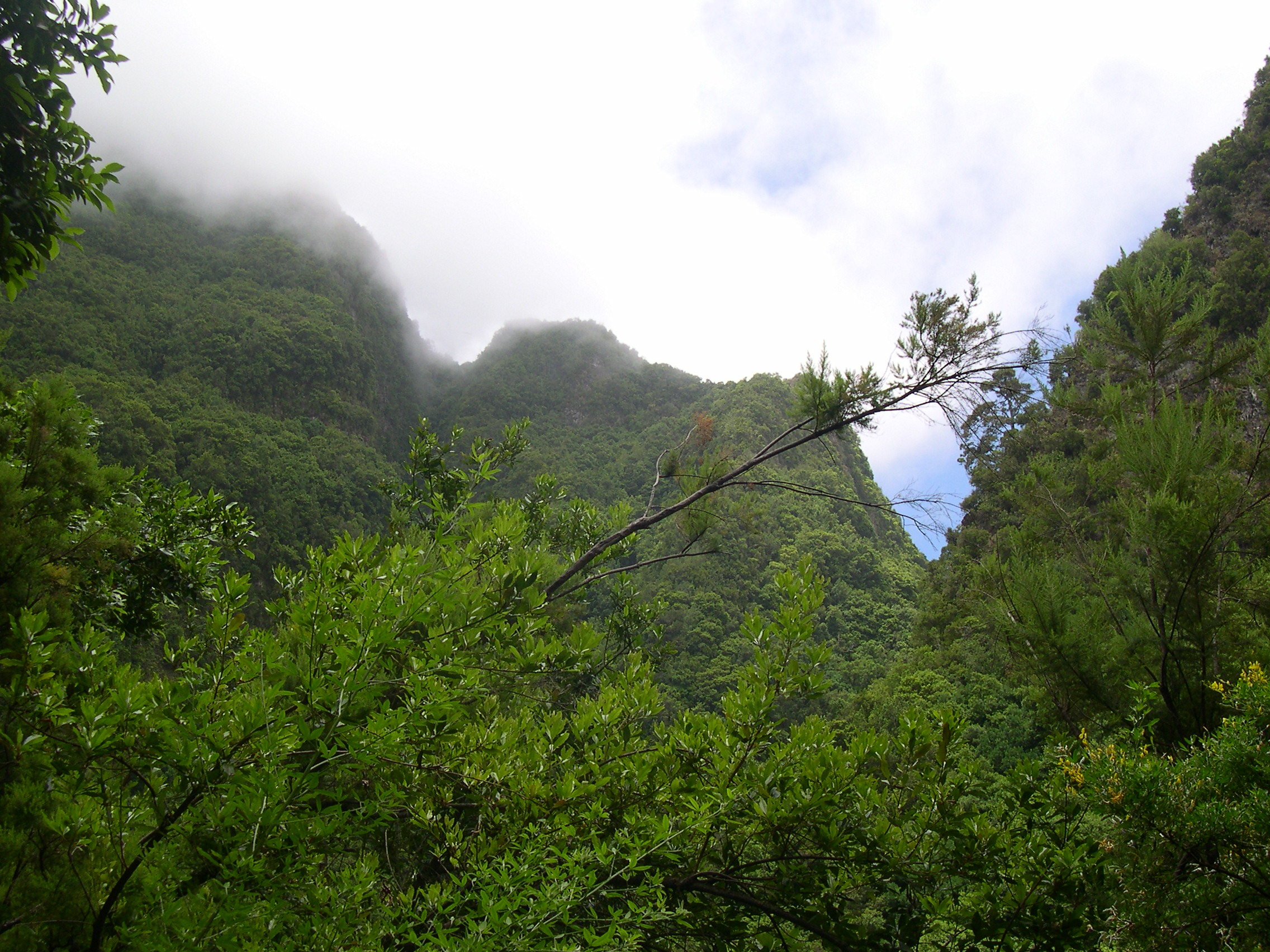
Foresta nebulosa temperata presso La Palma, nelle Isole Canarie.

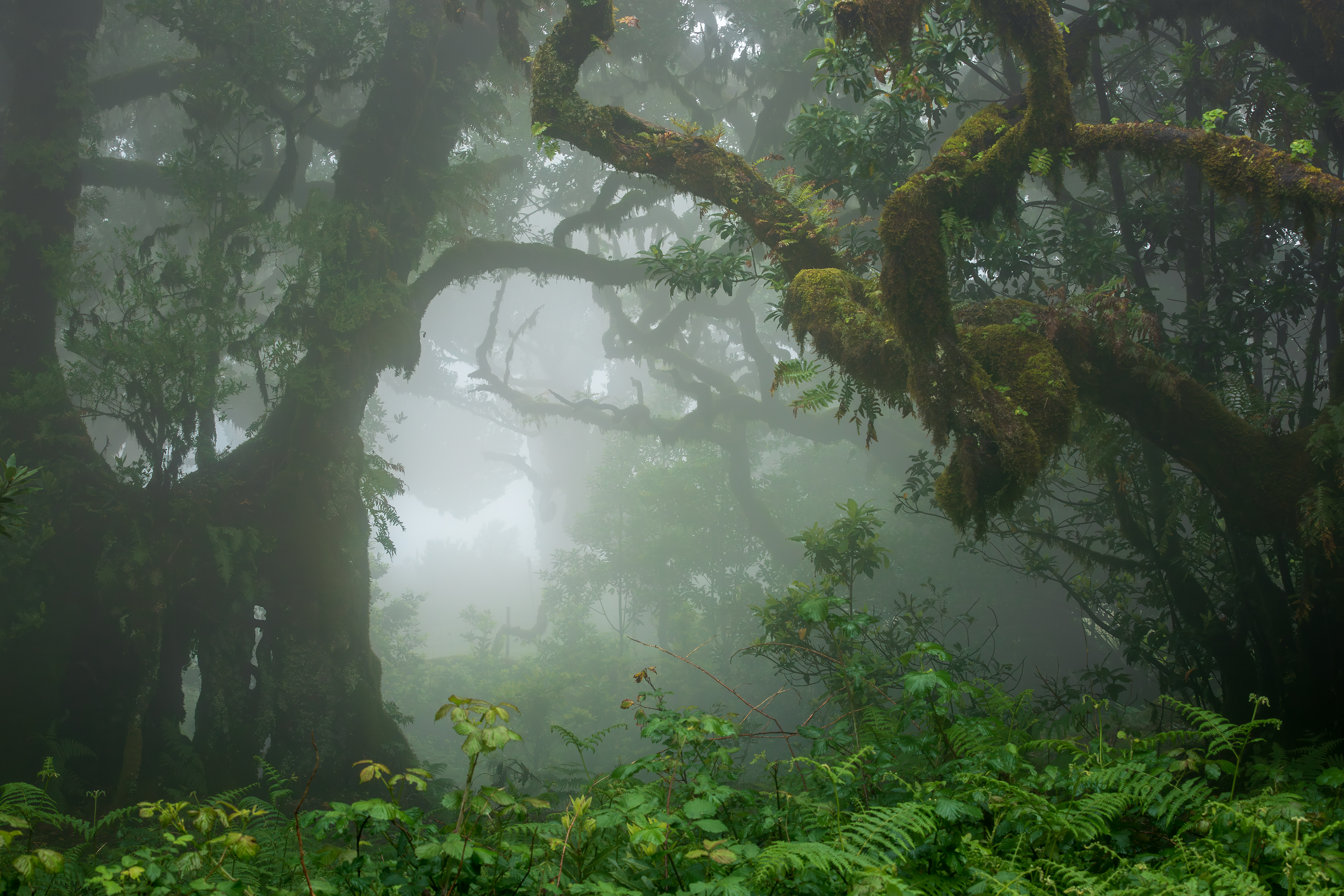
Foresta di Fanal, vicino Seixal, a Porto Moniz, Madera.

Molte foreste nelle regioni temperate posseggono forti somiglianze con quelle nebulose tropicali, e vengono perciò talvolta chiamate "foreste nebulose temperate", anche se questa terminologia è controversa. Alcune foreste annoverate in questa categoria sono le seguenti:
- Argentina - Province di Salta, Jujuy, Catamarca e Tucumán.
- Australia - Lamington National Park (Queensland).
- Cile - Parco Nazionale Bosque Fray Jorge.
- Repubblica Popolare Cinese - monti meridionali e orientali dello Yunnan.
- Giappone - parti dell'isola di Yakushima.
- Malaysia - Cameron Highlands, Genting Highlands e Fraser's Hill.
- Nuova Zelanda - parti di Fiordland, Monte Taranaki e Monte Cargill, presso Dunedin.
- Pakistan - Foresta di Shoghran nella valle di Kaghan, e segioni dello Swat Superiore, nel nord-ovest.
- Portogallo - Azzorre e Madera.
- Sudafrica.
- Spagna - laurisilva delle isole Canarie.
- Taiwan - riserva naturale lacustre di Yuanyang.
- Stati Uniti - Redwood Coast.

## Stato di conservazione

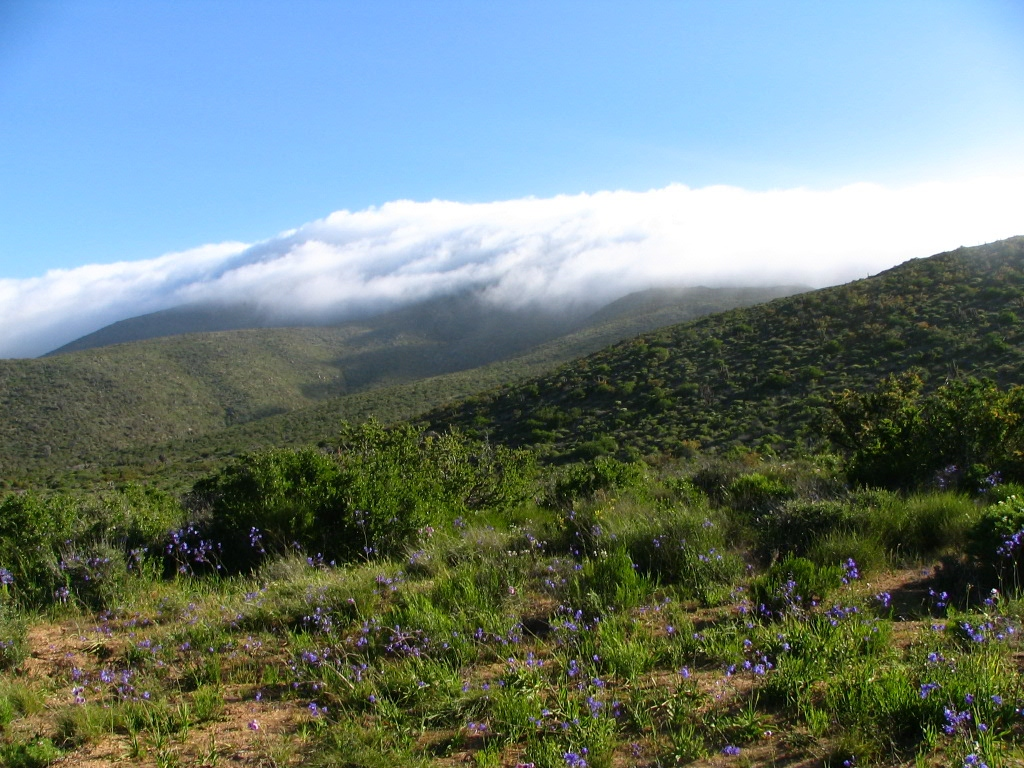
L'umidità portata dal mare è vitale per la foresta nebulosa di Fray Jorge, che è circondata dalle aride propaggini meridionali del deserto di Atacama

Nel 1970, le foreste nebulose si estendevano su circa 50 milioni di ettari. La crescita demografica, la povertà e lo sfruttamento sregolato del suolo hanno contribuito al loro declino. La Global Forest Survey del 1990 accretò che ogni anno scomparivano l'1,1% delle foreste tropicali poste su montagne e altopiani, un tasso più alto di tutti gli altri tipi di foreste tropicali. In Colombia, uno dei Paesi con la più ampia estensione di foreste tropicali, sopravviveva nel 2006 solo il 10-20% dell'estensione originaria di questo habitat. Molte aree sono state adibite a piantagioni, o adibite a uso agricolo e pastorizio. Fra i generi più coltivati nelle zone di foresta nebuosa vi sono tè e caffè, e il disboscamento di specie uniche provoca cambiamenti nella struttura della foresta.
Nel 2004, è stato stimato che un terzo delle zone di foresta nebulosa del pianeta appartenessero ad aree protette.

## Impatto del cambiamento climatico sulle foreste nebulose
A causa della loro delicata dipendenza dal clima locale, le foreste nebulose saranno fortemente influenzate dal mutamento climatico globale. Molti modelli climatici indicano che la nuvolosità a bassa quota si ridurrà, cosa che innalzerà l'altitudine corrispondente al clima ideale per molte foreste nebulose. Contestualmente alla riduzione di umidità delle nuvole e all'aumento della temperatura, il ciclo idrologico cambierà, comportando il disseccamento del sistema. Questo potrebbe provocare l'avvizzimento e la morte delle epifite, che necessitano di alti tassi di umidità. Anche rane e lucertole saranno probabilmente danneggiate dalla maggiore siccità. Inoltre, i cambiamenti climatici potrebbero provocare un aumento di uragani, i quali potrebbero aumentare i danni alle foreste nebulose montane tropicali. Le conseguenze complessive del mutamento climatico saranno una perdita di biodiversità, spostamento delle altitudini tipiche di varie specie, rimescolamento delle comunità e, in alcune aree, la completa scomparsa delle foreste tropicali.